# Conus vexillum
Conus vexillum é uma espécie de gastrópode do gênero Conus, pertencente a família Conidae.

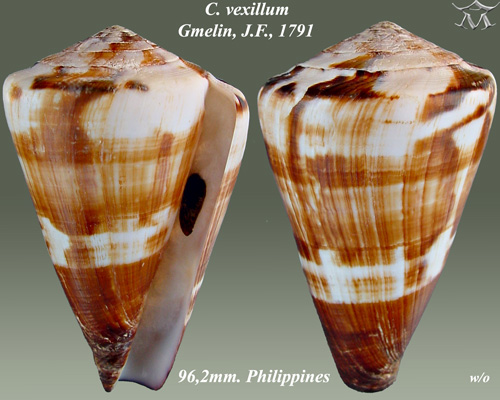
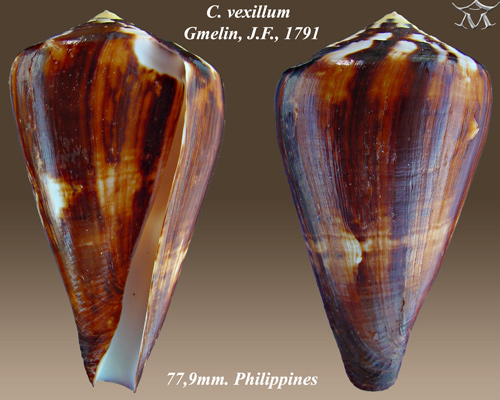
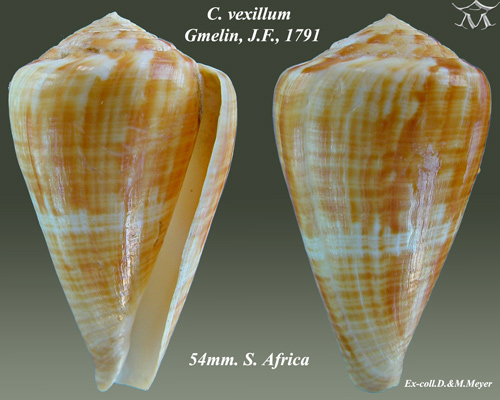